# ヤコブ・クリストマン

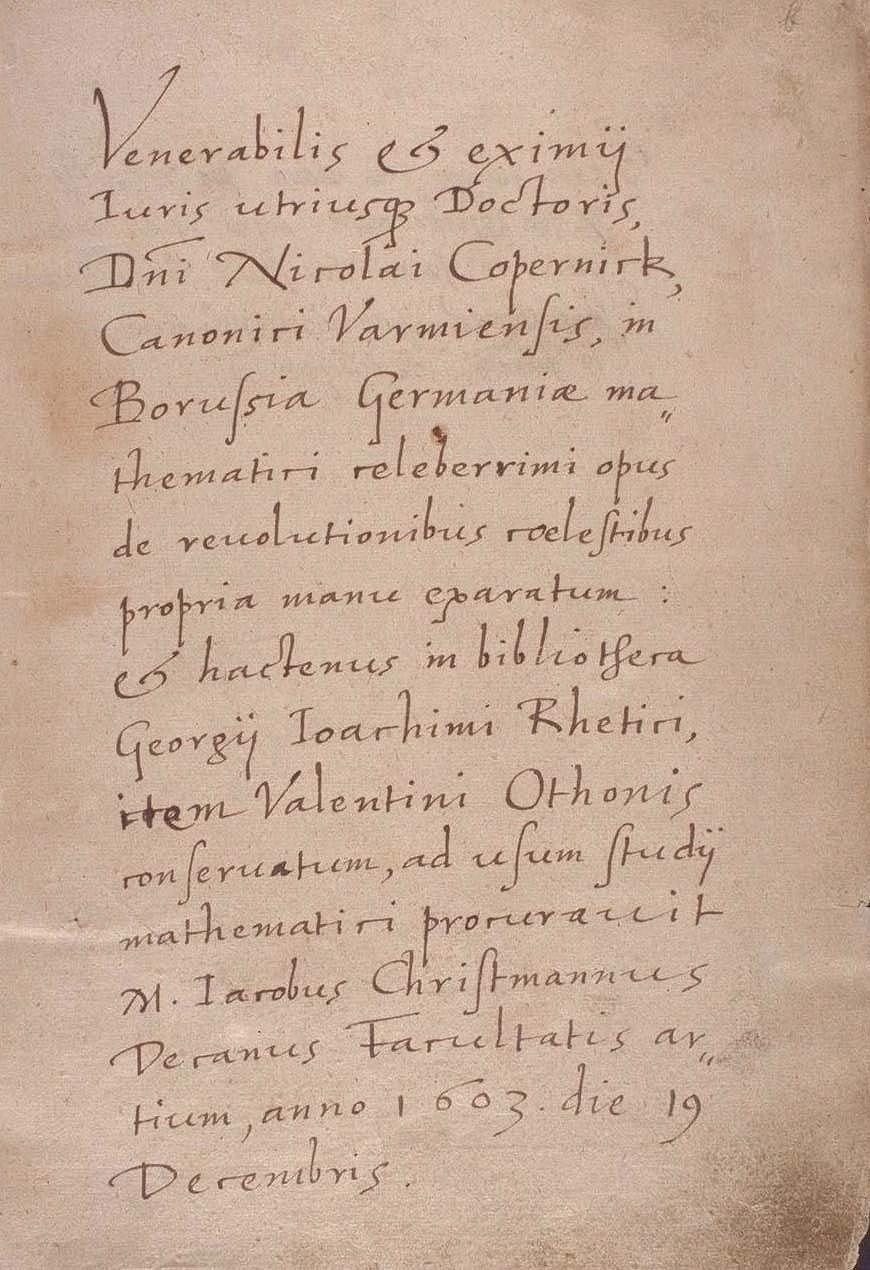
Note by Christmann in the De revolutionibus manuscript, 1603

ヤコブ・クリストマン（ドイツ語: Jakob Christmann、1555年11月 - 1613年6月）は、ドイツの天文学者、東洋学者。

## 生涯
ユダヤ人であったが、1578年以前にキリスト教に改宗している。ルプレヒト・カール大学ハイデルベルクコレギウム・サピエンティアエで東洋学を学び、ディオニジアヌムの教師となった。その後バーゼル、ヴロツワフ、ウィーン、プラハで修学した。
1582年にカシミリアヌムの教員となり、アラビア語の文法書『Alphabetum arabicum』を同校の教授らに進呈した。のちにハイデルベルクに戻り、1584年にコレギウム・サピエンティアエの教授となり、同校のヘブライ語教授に任命された。
1551年以降ハイデルベルク城にあった、ギヨーム・ポステルの著書の写本の目録を作成し、1590年にはファルガーニーの天文学に関する著書のラテン語版を出版した。

1609年にはフリードリヒ4世の要請により、ヨーロッパで2人目のアラビア語教授に任命された。58歳で死去した。

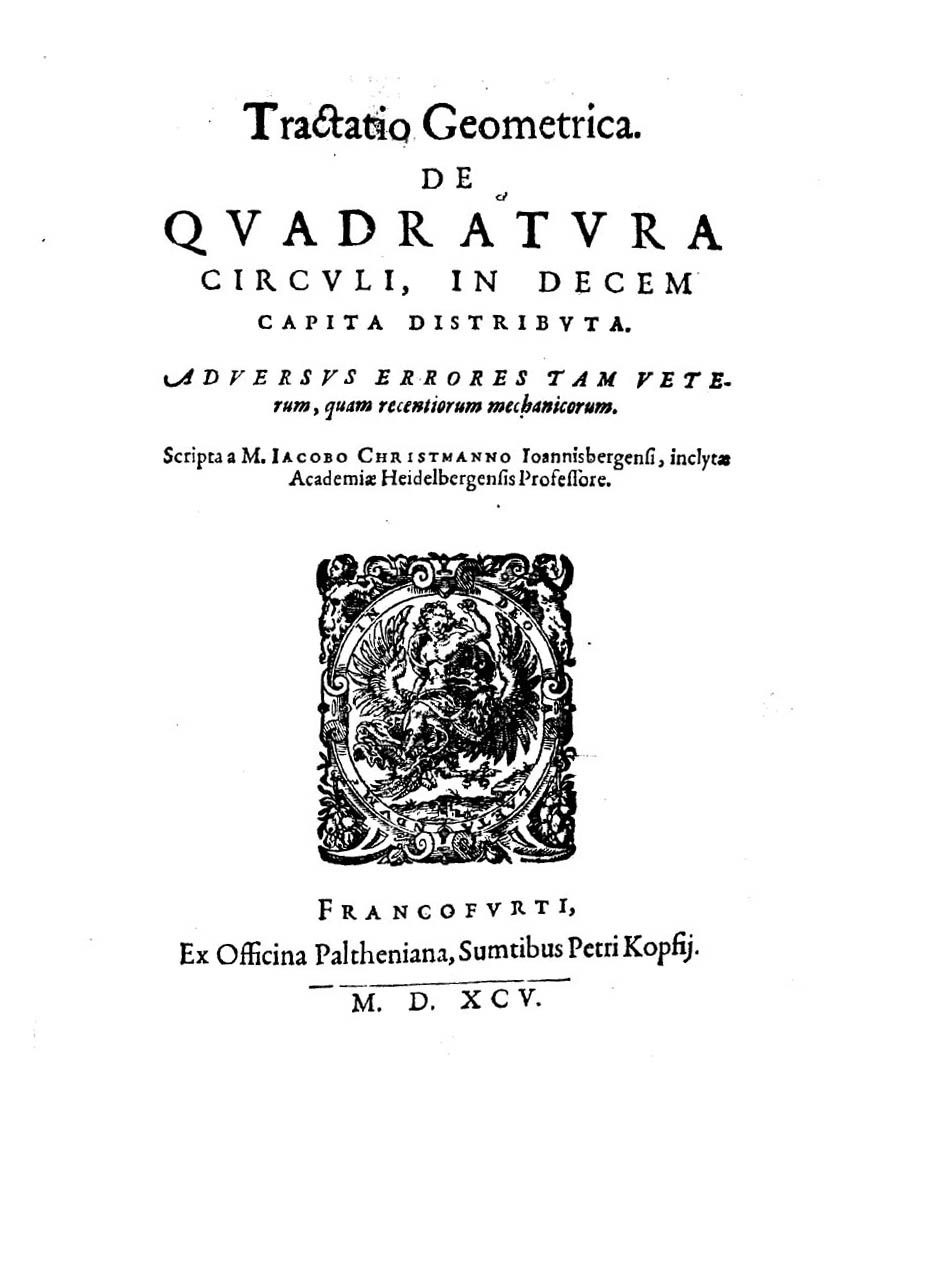
Tractatio geometrica de quadratura circuli, 1595

## 活動
- Alphabetum Arabicum cum isagoge Arabice legendi ac scribendi, Neustadt 1582
- Muhammedis Alfraganii Arabis chronologia et astronomiae elementa, Frankfurt 1590